# Nepinae
Nepinae – podrodzina pluskwiaków różnoskrzydłych z infrarzędu Nepomorpha i rodziny płoszczycowatych.

## Opis
Imagines osiągają od 10 do 45 mm długości ciała, które jest spłaszczone, a w obrysie zbliżone do mniej lub więcej wydłużonej elipsy. Głowa znacznie węższa od przedplecza, zagłębiona we wcięciu na jego przednim brzegu. Przedplecze szersze niż długie, bruzdowane. Biodra przednich odnóży krótsze od ud. Tarczka trójkątna. Parasternity dobrze widoczne.

## Występowanie
Znane ze wszystkich kontynentów. W Polsce występuje tylko płoszczyca szara.

## Systematyka
Do rodziny tej należy około 10 rodzajów i około 80 gatunków, w tym rodzaje:
- Curicta Stål, 1861
- Laccotrephes Stål, 1866
- Montonepa Lansbury, 1973
- Nepa Linnaeus, 1758